# Eumannia fatimaria
Eumannia fatimaria là một loài bướm đêm trong họ Geometridae.